# DFW Tornados
Il DFW Tornados - conosciuto anche come Dallas-Fort Worth Tornados - è una società calcistica statunitense fondata nel 1986. Il club milita nella Premier Development League (PDL).
I Tornados giocano le gare interne di campionato al Pennington Field di Bedford (Texas), a 35 km da Dallas.
Sin dalla sua fondazione, la squadra ha giocato sia in tornei indoor che outdoor, divenendo campione indoor in due occasioni (1986, 1989).

## Il nome
In origine la squadra giocava a Garland (Texas) ed era nota come Garland Genesis. Il club cambiò poi sede, trasferendosi ad Arlington (Texas) e mutando il nome in Addison Arrows. Prima del 1990, la sede della squadra venne spostata nell'area di Dallas/Fort Worth e il suo nome venne conseguentemente cambiato in North Texas United.
Prima della stagione 1991, il North Texas United si fuse con il club dei Waco Kickers, modificando nuovamente il nome in Fort Worth Kickers, che divenne poi Dallas Kickers nel 1992 e Dallas Americans pochi mesi dopo. Negli anni successivi il nome del club continuò a variare: nel 1993 divenne Dallas/Fort Worth Toros, poi Dallas Toros nel 1997, Texas Toros nel 1998 e Texas Rattlers nel 2000. Con l'iscrizione alla Premier Development League nel 2001, la società scelse il nome di Texas Spurs, che divenne DFW Tornados nel 2003.

## Cronistoria
| Anno    | Divisione | League               | Reg. Season      | Playoff                        | Open Cup        |
| ------- | --------- | -------------------- | ---------------- | ------------------------------ | --------------- |
| 1986/87 | N/A       | SISL Indoor          | 1°               | Campione                       | N/A             |
| 1987/88 | N/A       | SISL Indoor          | 4°               | Non qualificato                | N/A             |
| 1988/89 | N/A       | SISL Indoor          | 1° North         | Semifinale                     | N/A             |
| 1989    | N/A       | SISL                 | 3°               | Finale                         | Non entrato     |
| 1989/90 | N/A       | SISL Indoor          | 1° Tex-Ark-Oma   | Campione                       | N/A             |
| 1990    | N/A       | SISL                 | 5° Eastern       | Non qualificato                | Non entrato     |
| 1990/91 | N/A       | SISL Indoor          | 3° Southeast     | Semifinale                     | N/A             |
| 1991    | N/A       | SISL                 | 2° Tex-Oma       | Semifinale                     | Non entrato     |
| 1991/92 | N/A       | USISL Indoor         | 1° Tex-Oma       | 4°                             | N/A             |
| 1992    | N/A       | USISL                | 3° South Central | 6°                             | Non entrato     |
| 1992/93 | N/A       | USISL Indoor         | 2° South Central | 4°                             | N/A             |
| 1993    | N/A       | USISL                | 3° South Central | Non qualificato                | Non entrato     |
| 1994    | 3         | USISL                | 2° South Central | 9°                             | Non entrato     |
| 1995    | 3         | USISL Pro League     | 2° South Central | Semifinale di Divisione        | Non qualificato |
| 1995/96 | N/A       | USISL Indoor         | 5° Central       | Non qualificato                | N/A             |
| 1996    | 3         | USISL Pro League     | 1° Central       | Sizzling Six                   | Non qualificato |
| 1997    | 3         | USISL D-3 Pro League | 6° South Central | Non qualificato                | Non qualificato |
| 1998    | 3         | USISL D-3 Pro League | 2° South Central | Semifinale di Divisione        | Non qualificato |
| 1999    | 3         | USL D-3 Pro League   | 2° Western       | Finale di Conference           | Non qualificato |
| 2000    | 3         | USL D-3 Pro League   | 1° Southern      | Quarti di finale di Conference | 2º turno        |
| 2001    | 4         | USL PDL              | 1° Mid South     | Semifinale di Conference       | Non qualificato |
| 2002    | 4         | USL PDL              | 2° Mid South     | Semifinale di Conference       | 1º turno        |
| 2003    | 4         | USL PDL              | 4° Mid South     | Non qualificato                | Non qualificato |
| 2004    | 4         | USL PDL              | 2° Mid South     | Semifinale di Conference       | 2º turno        |
| 2005    | 4         | USL PDL              | 4° Mid South     | Non qualificato                | Non qualificato |
| 2005/06 | N/A       | PASL Indoor          | 2° South Central |                                |                 |
| 2006    | 4         | USL PDL              | 2° Mid South     | Non qualificato                | Non qualificato |
| 2006/07 | N/A       | PASL Indoor          | 1° South Central |                                |                 |
| 2007    | 4         | USL PDL              | 3° Mid South     | Non qualificato                | Non qualificato |
| 2007/08 | N/A       | PASL Indoor          | 3° South Central |                                |                 |

## Organico

### Rosa 2008
| N. |                        | Ruolo | Calciatore               |
| -- | ---------------------- | ----- | ------------------------ |
| 1  | Stati Uniti (bandiera) | P     | Brian Sarber             |
| 2  | Stati Uniti (bandiera) | C     | Jesus Rodriguez-Huanosto |
| 3  | Stati Uniti (bandiera) | D     | Payton Hickey            |
| 4  | Stati Uniti (bandiera) | D     | Casey Herd               |
| 5  | Stati Uniti (bandiera) | D     | Ryan Mirsky              |
| 6  | Stati Uniti (bandiera) | C     | Christopher Ross         |
| 7  | Stati Uniti (bandiera) | A     | Bryan Sajjadi            |
| 8  | Inghilterra (bandiera) | A     | Dean Lovegrove           |
| 9  | Scozia (bandiera)      | A     | Christopher Hamilton     |
| 10 | Brasile (bandiera)     | C     | Bruno Guarda             |
| 11 | Stati Uniti (bandiera) | D     | Joe Arnold               |
| 12 | Stati Uniti (bandiera) | D     | Richard Oliva            |
| 13 | Stati Uniti (bandiera) | C     | Aaron Chibli             |
| 14 | Stati Uniti (bandiera) | C     | Dario Saintus            |

| N. |                        | Ruolo | Calciatore        |
| -- | ---------------------- | ----- | ----------------- |
| 15 | Stati Uniti (bandiera) | D     | Ryan Spence       |
| 16 | Stati Uniti (bandiera) | D     | Kevin White       |
| 17 | Brasile (bandiera)     | A     | Arthur Ivo        |
| 18 | Stati Uniti (bandiera) | C     | Taylor Casillas   |
| 19 | Stati Uniti (bandiera) | C     | Dustin Lemley     |
| 20 | Stati Uniti (bandiera) | C     | Dane Saintus      |
| 21 | Stati Uniti (bandiera) | D     | Owen Botting      |
| 22 | Stati Uniti (bandiera) | A     | Jess Mitchell     |
| 23 | Stati Uniti (bandiera) | D     | Adriel Adibi      |
| 24 | Stati Uniti (bandiera) | C     | Evan Doan         |
| 26 | Brasile (bandiera)     | C     | Diego De Almeida  |
|    | Stati Uniti (bandiera) | D     | Alexander Fichera |
|    | Stati Uniti (bandiera) | D     | Mark Pocock       |